# Calverton (Nottinghamshire)
Calverton – wieś w Anglii, w hrabstwie Nottinghamshire, w dystrykcie Gedling. Leży 11 km na północ od miasta Nottingham i 182 km na północ od Londynu. W 2001 miejscowość liczyła 6870 mieszkańców.